# Nicolae Robu
Nicolae Robu, né le 28 mai 1955 à Bocsig, est un homme politique roumain, membre du Parti national libéral (PNL) et maire de Timișoara de 2012 à 2020.